# Alamis hypophaea
Alamis hypophaea là một loài bướm đêm trong họ Noctuidae.